# Comuna Cornățelu, Dâmbovița
Cornățelu este o comună în județul Dâmbovița, Muntenia, România, formată din satele Alunișu, Bolovani, Cornățelu (reședința), Corni și Slobozia.
La sfârșitul secolului al XIX-lea, comuna făcea parte din plasa Ialomița a județului Dâmbovița, și era formată din satele Cornățelu, Corni, Cocoșu și Slobozia, având în total 1448 de locuitori. În comună funcționau trei biserici, o școală și o moară cu aburi. În acea perioadă, pe teritoriul actual al comunei era organizată în aceeași plasă și comuna Bolovani, formată din satele Bolovani, Adunați, Crângași, Podul lui Petrache, Beșteloaia și Bănești, cu 1484 de locuitori. Acolo funcționau două biserici și o școală mixtă cu 40 de elevi fondată în 1862.
În 1925, comuna Cornățelu se regăsea în plasa Bilciurești a aceluiași județ, având în compunere satele Cornățelu, Corni, Slobozia și Cocoș-Văleni, cu 2060 de locuitori. Comuna Bolovani făcea parte din plasa Titu a aceluiași județ și avea 2976 de locuitori în satele Adunați, Bănești, Beșteloaia, Bolovani, Crângași, Cuza Vodă și Moara Nouă.
În 1950, comunele au fost incluse în plasa Titu a regiunii București. În timp, din comuna Bolovani s-a despărțit comuna Sălcioara, cu o parte din sate, iar în 1968, a fost desființată și inclusă în comuna Cornățelu, care a fost transferată județului Dâmbovița, reînființat și a căpătat alcătuirea actuală.

## Demografie
Componența etnică a comunei Cornățelu
     Români (90,97%)
     Romi (4,75%)
     Alte etnii (0%)
     Necunoscută (4,28%)
Componența confesională a comunei Cornățelu
     Ortodocși (92,34%)
     Evanghelici (1,96%)
     Alte religii (1,13%)
     Necunoscută (4,57%)
Conform recensământului efectuat în 2021, populația comunei Cornățelu se ridică la 1.684 de locuitori, în creștere față de recensământul anterior din 2011, când fuseseră înregistrați 1.675 de locuitori. Majoritatea locuitorilor sunt români (90,97%), cu o minoritate de romi (4,75%), iar pentru 4,28% nu se cunoaște apartenența etnică. Din punct de vedere confesional, majoritatea locuitorilor sunt ortodocși (92,34%), cu o minoritate de evanghelici (1,96%), iar pentru 4,57% nu se cunoaște apartenența confesională.

## Politică și administrație
Comuna Cornățelu este administrată de un primar și un consiliu local compus din 9 consilieri. Primarul, Florin-Nelu Ivan[*], de la Partidul Social Democrat, este în funcție din octombrie 2020. Începând cu alegerile locale din 2024, consiliul local are următoarea componență pe partide politice:
|  | Partid                    | Consilieri | Componența Consiliului | Componența Consiliului | Componența Consiliului | Componența Consiliului | Componența Consiliului | Componența Consiliului |
|  | ------------------------- | ---------- | ---------------------- | ---------------------- | ---------------------- | ---------------------- | ---------------------- | ---------------------- |
|  | Partidul Social Democrat  | 6          |                        |                        |                        |                        |                        |                        |
|  | Partidul Național Liberal | 3          |                        |                        |                        |                        |                        |                        |

## Personalități născute aici
- Ilie Savu (1920 - 2010), fotbalist, antrenor;
- Victor Voicu (n. 1939), profesor universitar;
- Florica Petcu-Dospinescu (n. 1951), canotoare